# Sono Art-World Wide Pictures
Sono Art-World Wide Pictures va ser una companyia de distribució i producció cinematogràfica estatunidenca que va funcionar entre 1927 i 1933. El seu primer llargmetratge va ser The Rainbow Man (1929), mentre que un dels seus més destacats va ser The Great Gabbo (1929) protagonitzat per Erich von Stroheim i dirigit per James Cruze Una de les últimes pel·lícules distribuïdes. de la companyia va ser A Study in Scarlet (1933) protagonitzada per Reginald Owen com Sherlock Holmes.

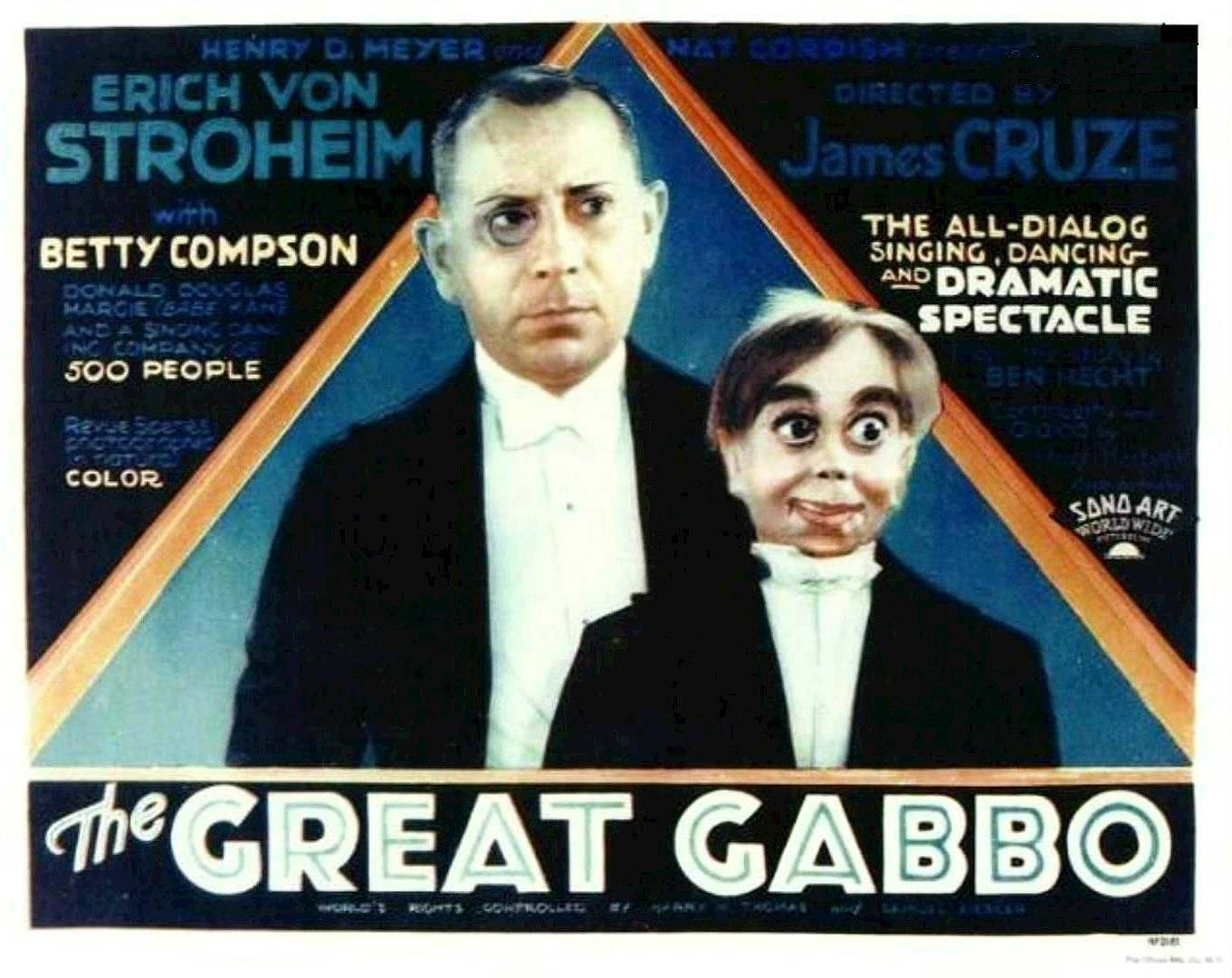
El Gran Gabbo

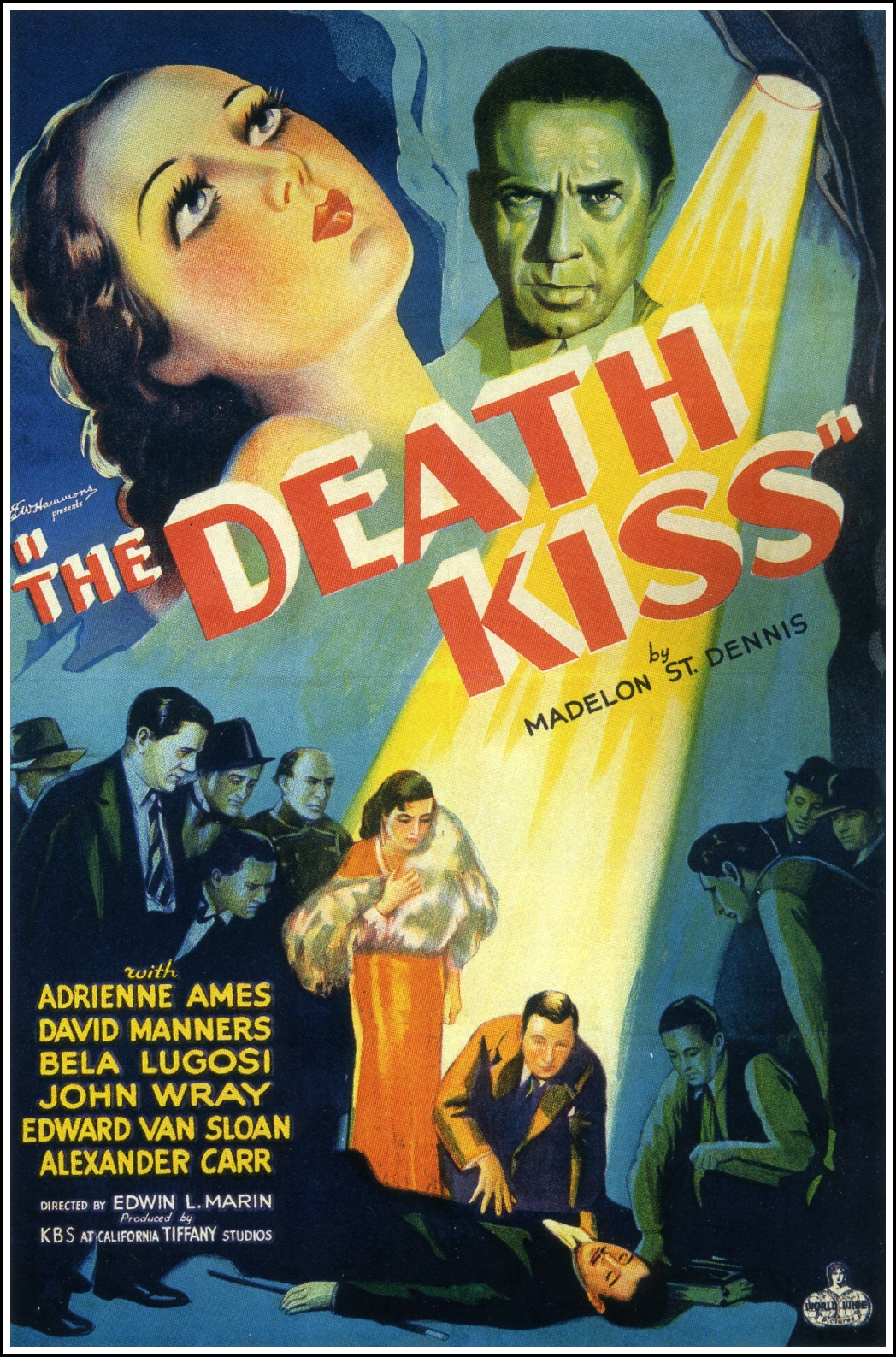
The Death Kiss (1932) produït per Tiffany Pictures i publicat per Sono Art-World Wide Pictures amb el logotip de Sono Art a la cantonada inferior dreta del pòster

Sono Art va ser el distribuïdor original estatunidenc de quatre pel·lícules dirigides per Alfred Hitchcock, Downhill (1927), Easy Virtue (1928), The Manxman (1929) i Blackmail (1929), així com de Piccadilly (1929) protagonitzada per Anna May Wong.

## Fusió
El 1933, Sono-Art es va fusionar amb Rayart Pictures per formar Monogram Pictures. El 1935 Monogram es va fusionar amb Republic Pictures.

## Filmografia
- The Talk of Hollywood (1929)
- The Great Gabbo (1929)
- Blaze o' Glory (1929)
- The Rainbow Man (1929)
- Hello Sister (1930)
- Midnight Daddies (1930)
- What a Man (1930)
- Cock o' the Walk (1930)
- The Big Fight (1930)
- The Dude Wrangler (1930)
- Rogue of the Rio Grande (1930)
- Once a Gentleman (1930)
- Reno (1930)
- The Costello Case (1930)
- Damaged Love (1931)
- Swanee River (1931)
- Mounted Fury (1931)
- Murder at Midnight (1931)
- Air Police (1931)
- In Old Cheyenne (1931)
- First Aid (1931)
- Hell-Bent for Frisco (1931)
- Is There Justice? (1931)
- Neck and Neck (1931)
- Law of the West (1932)
- The Last Mile (1932)
- Texas Buddies (1932)
- Riders of the Desert (1932)
- Between Fighting Men (1932)
- Come On, Tarzan (1932)
- Those We Love (1932)
- The Crooked Circle (1932)
- Son of Oklahoma (1932)
- The Man from Hell's Edges (1932)
- Sunset Trail (1932)
- False Faces (1932)
- Breach of Promise (1932)
- Trailing the Killer (1932)
- South of Santa Fe (1932)
- Dynamite Ranch (1932)
- Tombstone Canyon (1932)
- The Man Called Back (1932)
- Those We Love (1932)
- The Death Kiss (1932)
- Uptown New York (1932)
- Cannonball Express (1932)
- Devil on Deck (1932)
- Hypnotized (1932)
- Racetrack (1933)
- Fargo Express (1933)
- Phantom Thunderbolt (1933)
- The Lone Avenger (1933)
- The Constant Woman (1933)
- Drum Taps (1933)
- A Study in Scarlet (1933)